# ハンス＝ルドウィッヒ・ツァヘルト
ハンス＝ルドウィッヒ・ツァヘルト（Hans-Ludwig Zachert, 1937年4月12日 - ）は、ドイツの法学者。トリアー大学(de)法学部名誉教授。

## 来歴
1933年から1941年まで旧制松本高等学校のドイツ語教師を務めたヘルベルト・ツァヘルト（de）の子として長野県に生まれ、10歳まで日本で育つ。太平洋戦争中は他の外国人とともに軽井沢に隔離され監視下に置かれた。母方の祖母は長崎県出身の日本人。
ボン大学卒業。1990年から1996年ドイツ連邦刑事局長官を務め、テロ対策や薬物問題を担当した。
1992年に日本への再訪を果たし、1996年日本政府から勲二等瑞宝章。